# إدوين أوكونور
إدوين أوكونور (بالإنجليزية: Edwin O'Connor)‏‏ (29 يوليو 1918 في بروفيدنس، رود آيلاند - 23 مارس 1968 في بوسطن) كاتب، وصحفي، ومقدم برامج إذاعية، وروائي، وكاتب سيناريو من الولايات المتحدة.

## الجوائز
- جائزة بوليتزر عن فئة الأعمال الخيالية

## روابط خارجية
- إدوين أوكونور على موقع IMDb (الإنجليزية)
- إدوين أوكونور على موقع أول موفي (الإنجليزية)
- إدوين أوكونور على موقع قاعدة بيانات برودواي على الإنترنت (الإنجليزية)
- إدوين أوكونور على موقع قاعدة بيانات الأفلام السويدية (السويدية)
- إدوين أوكونور على موقع إن إن دي بي (الإنجليزية)
- إدوين أوكونور على موقع قاعدة بيانات الفيلم (الإنجليزية)